# Piedra de Rök

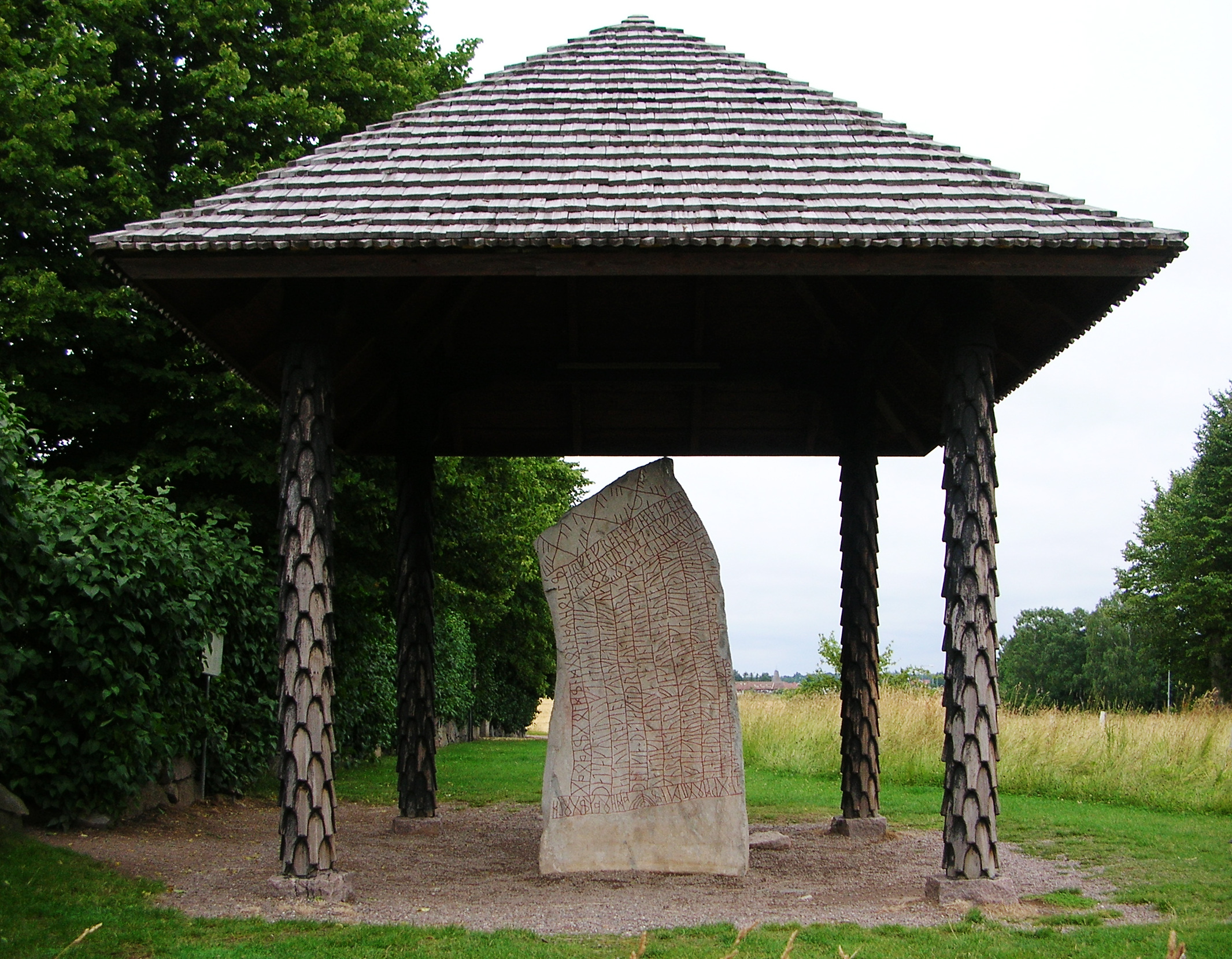
La piedra bajo su techo de protección en 2020.

La piedra de Rök es una estela rúnica o piedra rúnica, situada en Suecia, en los terrenos de la iglesia de Rök, en la comuna de Ödeshög, provincia de Östergötland, cercana a la orilla este del lago Vättern.
Tiene una altura cercana a los 2,5 metros, y más de 1 metro bajo tierra. Es de granito de grano fino, de color gris claro, con cerca de 280 inscripciones rúnicas en el frente y 450 en la parte posterior. Le faltan algunos trozos, especialmente en los costados, que se han perdido.

## Historia
La Piedra de Rök era ya conocida en el siglo XVII, por investigaciones lingüísticas realizadas entonces.
Se encontraba empotrada en un muro de la antigua iglesia medieval del lugar. Esta iglesia fue demolida en 1843 cuando comenzó la construcción de la iglesia actual. 
La piedra rúnica fue trasladada a la nueva iglesia y empotrada nuevamente en un muro, notándose que también tenía inscripciones en su parte posterior. 
El año 1862 por orden de una autoridad real, fue sacada de la iglesia y ubicada en las cercanías. Recibió entonces el nombre de Piedra de Rök (Rökstenen). En 1991 se la dotó de un pequeño museo techado.
Rök o rauk es una palabra en antiguo nórdico que significa piedra o roca. Posiblemente el lugar recibió su nombre por la Piedra de Rök y no al revés.
En la antigua historia de Gotland se nombra a Rauk en referencia a una piedra rúnica.

## El texto
El texto es el más largo de todas las piedras rúnicas clasificadas en Suecia. Investigaciones hechas, indican que fue tallado alrededor del año 800, basadas en que el alfabeto de su texto corresponde un tipo de transición hacia el futhark joven de runas de rama corta usado en el siglo IX en Suecia y Noruega.
La primera traducción la hizo el noruego Sophus Bugge en 1878, y su explicación sigue siendo tema de investigación en la actualidad. Por su singularidad, el texto es considerado el más hermoso de todas las piedras rúnicas de Suecia. 
Como la mayoría de otras piedras rúnicas, comienza indicando que se trata de un monolito erigido para honrar la memoria de alguien fallecido, para luego seguir con un tono poético, enigmático y evocatorio, que incluye runas cifradas y acrósticos. 

### Descripción del texto
La piedra fue tallada personalmente (o encargada) por Varinn para conmemorar a Vemod, su hijo fallecido.
Siguen dos frases cuyo comienzo puede ser traducido “Yo les digo a los jóvenes /  Yo digo para recordar”. 
Viene después un trozo escrito en islandés antiguo, con un elogio a Teodorico el Grande.
Continúa el relato aludiendo a algo que lleva el número 12 con un relato de la mitología nórdica, luego el número 13 con una descripción genealógica.
Retoma luego la frase “Yo les digo a los jóvenes /  Yo digo para recordar” en cuatro frases distintas:
La primera aparece incompleta. La segunda con una referencia a los descendientes de Ingvald. La tercera al hijo de un guerrero llamado Vilen terminada en las letras NIT. La cuarta con solo las letras TOR, y la quinta nombrando a Sibbe el guardián de Vi.

## Inscripción

### Unicode (codificación)
Esta es una directa transliteración codificada de las runas, lo más parecido posible al Scriptio Continua original. Los cifrados están entre paréntesis, con la resolución siguiendo el signo igual:
ᛆᚠᛏᚢᛆᛘᚢᚦᛌᛏᚭᚿᛏᛆᚱᚢᚿᛆᛧᚦᛆᛧ ᛭ ¶ ᚿᚢᛆᚱᛁᚿᚠᛆᚦᛁᚠᛆᚦᛁᛧᛆᚠᛐᚠᛆᛁᚴᛁᚭᚿᛌᚢᚿᚢ ¶ ᛌᛆᚴᚢᛘᚢᚴᛘᛁᚿᛁᚦᛆᛐᚽᚢᛆᚱᛁᛆᛧᚢᛆᛚᚱᛆᚢᛓᛆᛧᚢᛆᛧᛁᚿᛐᚢᛆᛧ ¶ ᚦᛆᛧᛌᚢᛆᚦᛐᚢᛆᛚᚠᛌᛁᚿᚢᛘᚢᛆᛧᛁᚿᚢᛘᚿᛆᛧᛐᚢᛆᛚᚱᛆᚢᛓᚢ ¶ ᛓᛆᚦᛆᛧᛌᚭᛘᚭᚿᚭᚢᛘᛁᛌᚢᛘᚭᚿᚢᛘ ᛫ ᚦᛆᛐᛌᛆᚴᚢᛘᚭᚿᛆ ¶ ᚱᛐᚽᚢᛆᛧᚠᚢᚱᚿᛁᚢᛆᛚᛐᚢᛘᚭᚿᚢᚱᚦᛁᚠᛁᛆᚱᚢ ¶ ᛘᛁᛧᚽᚱᛆᛁᚦᚴᚢᛐᚢᛘᛆᚢᚴᛐᚢ ¶ ᛘᛁᛧᚭᚿᚢᛓᛌᛆᚴᛆᛧ ¶
ᚱᛆᛁᚦᛁᛆᚢᚱᛁᚴᛧᚽᛁᚿᚦᚢᚱᛘᚢᚦᛁᛌᛐᛁᛚᛁᛧ ¶ ᚠᛚᚢᛐᚿᛆᛌᛐᚱᚭᚿᛐᚢᚽᚱᛆᛁᚦᛘᛆᚱᛆᛧᛌᛁᛐᛁᛧᚿᚢᚴᛆᚱᚢᛧᚭ ¶ ᚴᚢᛐᛆᛌᛁᚿᚢᛘᛌᚴᛁᛆᛚᛐᛁᚢᛓᚠᛆᛐᛚᛆᚦᛧᛌᚴᛆᛐᛁᛘᛆᚱᛁᚴᛆ ¶
ᚦᛆᛐᛌᛆᚴᚢᛘᛐᚢᛆᛚᚠᛐᛆᚽᚢᛆᚱᚽᛁᛌᛐᛧᛌᛁᚴᚢ ¶ ᚿᛆᛧᛁᛐᚢᛁᛐᚢᚭᚴᛁᚭᚿᚴᚢᚿᚢᚴᛆᛧᛐᚢᛆᛁᛧᛐᛁᚴᛁᛧᛌᚢᛆ ¶ ᚦᚭᛚᛁᚴᛁᛆ ᛭ ᚦᛆᛐᛌᛆᚴᚢᛘᚦᚱᛁᛐᛆᚢᚿᛐᛆᚽᚢᛆᚱᛁᛧᛐ ¶ ᚢᛆᛁᛧᛐᛁᚴᛁᛧᚴᚢᚿᚢᚴᛆᛧᛌᛆᛐᛁᚿᛐᛌᛁᚢᛚᚢᚿᛐᛁᚠᛁᛆ ¶ ᚴᚢᚱᛆᚢᛁᚿᛐᚢᚱᛆᛐᚠᛁᛆᚴᚢᚱᚢᛘᚿᛆᛓᚿᚢᛘᛓᚢᚱᚿ ¶ ᛧᚠᛁᛆᚴᚢᚱᚢᛘᛓᚱᚢᚦᚱᚢᛘ ᛭ ᚢᛆᛚᚴᛆᛧᚠᛁᛘᚱᛆ=ᚦᚢᛚᚠᛌᚢ ¶ ᚿᛁᛧᚽᚱᛆᛁᚦᚢᛚᚠᛆᛧᚠᛁᛘᚱᚢᚴᚢᛚᚠᛌᚢᚿᛁᛧᚽᚭᛁᛌᛚᛆᛧᚠᛁᛘᚽᛆᚱᚢᚦ ¶ ᛌᛌᚢᚿᛁᛧᚴᚢᚿᛘᚢᚿᛐᛆᛧᚠᛁᛘ(ᛓ)ᛁᚱᚿᛆᛧᛌᚢᚿᛁᛧ ¶ ᚿᚢᚴᛘ---(ᛘ)-- ᛆᛚᚢ --(ᚴ)(ᛁ)ᛆᛁᚿᚽᚢᛆᛧ-ᚦ... ...ᚦ... × ᚠᛐᛁᛧᚠᚱᛆ ¶
ᛋᛃᚷᚹᛗᛟᚷᛗᛖᚿᛇ[3:3 = ᚦ]ᛃᛞᚺᛟᛃᛦᛇᚷᛟᛚᛞ ¶ ᚷᛃᛟᛃᛦᛇᚷᛟᛚᛞᛁᚿᛞᚷᛟᚭᚿᛃᛦᚺᛟᛋᛚᛇ ¶
[ᛆᛁᚱᚠᛓᚠᚱᛓᚿᚽᚿᚠᛁᚿᛓᛆᚿᛐᚠᚭᚿᚽᚿᚢ = ᛌᛆᚴᚢᛙᚢᚴᛙᛁᚿᛁᚢᛆᛁᛙᛌᛁᛓᚢᚱᛁᚿᛁᚦ] ¶ ᛧᛐᚱᚭᚴᛁᚢᛁᛚᛁᚿᛁᛌᚦᛆᛐ ᛭ [ᚱᚽᚠᚦᚱᚽᛁᛌ = ᚴᚿᚢᚭᚴᚾᛆᛐ] ¶ ᛁᛆᛐᚢᚿᚢᛁᛚᛁᚿᛁᛌᚦᛆᛐ ᛭ [2:2 = ᚿ] [2:3 = ᛁ] [1:1 = ᛐ] ¶
[3:2 = ᚢ] [1:4 = ᛚ] ¶ [2:2 = ᚿ] [2:3 = ᛁ] ¶ [3:5 = ᚱ] [3:2 = ᚢ]ᚦᛧ ¶ [2:5 = ᛌ] [2:3 = ᛁ]ᛓᛁ ¶ [3:2 = ᚢ] [2:3 = ᛁ]ᛆ ¶ [3:2 = ᚢ] [2:4 = ᛆ]ᚱᛁ ¶
([2:5 = ᛌ]) [2:4 = ᛆ] [3:6 = ᚴ] [3:2 = ᚢ] [1:3 = ᛙ] [3:2 = ᚢ] [3:6 = ᚴ] [1:3 = ᛙ] [2:3 = ᛁ] [2:2 = ᚿ] [2:3 = ᛁ] ¶ [3:3 = ᚦ] [3:2 = ᚢ] [3:5 = ᚱ]

### Transliteración Latina
Esta es una transliteración de las runas, con cifrados resueltos y espacios agregados entre los límites de las palabras:
aft uamuþ stąnta runaʀ þaʀ ᛭ ¶ n uarin faþi faþiʀ aft faikiąn sunu ¶ sakum| |mukmini þat huariaʀ ualraubaʀ uaʀin tuaʀ ¶ þaʀ suaþ tualf sinum uaʀin| |numnaʀ t ualraubu ¶ baþaʀ sąmąn ą umisum| |mąnum · þat sakum ąna¶rt huaʀ fur niu altum ąn urþi fiaru ¶ miʀ hraiþkutum auk tu ¶ miʀ ąn ub sakaʀ ¶
raiþ| |þiaurikʀ hin þurmuþi stiliʀ ¶ flutna strąntu hraiþmaraʀ sitiʀ nu karuʀ ą ¶ kuta sinum skialti ub fatlaþʀ skati marika ¶
þat sakum tualfta huar histʀ si ku¶naʀ itu| |uituąki ąn kunukaʀ tuaiʀ tikiʀ sua¶þ ą likia ᛭ þat sakum þritaunta huariʀ t¶uaiʀ tikiʀ kunukaʀ satin t siulunti fia¶kura uintur at fiakurum nabnum burn¶ʀ fiakurum bruþrum ᛭ ualkaʀ fim ra=þulfs| |su¶niʀ hraiþulfaʀ fim rukulfs| |suniʀ hąislaʀ fim haruþ¶s suniʀ kunmuntaʀ fim (b)irnaʀ suniʀ ¶ ᛭ nuk m--- [m]-- alu --[k][i] ainhuaʀ -þ... ...þ ... ftiʀ fra ¶
sᴀgwm| |mogmenï (þ)ᴀd hoᴀʀ igold¶gᴀ oᴀʀï goldin d goąnᴀʀ hoslï ¶
sakum| |mukmini uaim si burin| |niþ¶ʀ trąki uilin is þat ᛭ knuą knat¶i| |iatun uilin is þat ᛭ (n)(i)(t) ¶
ul ¶ ni¶ruþʀ ¶ sibi ¶ uia¶uari ¶
[s]akum| |mukmini ¶ þur

### Transcripción del antiguo nórdico oriental
Esta es una transcripción de las runas en el dialecto del nórdico antiguo (sueco y danés) de principios del siglo IX. La primera parte está escrita en métrica ljóðaháttr, y la parte sobre Teodorico está escrita en métrica fornyrðislag:
Æft Wǣmōð/Wāmōð stąnda rūnaʀ þāʀ. Æn Warinn fāði, faðiʀ, æft fæigjąn sunu. Sagum mōgminni/ungmænni þat, hwærjaʀ walrauƀaʀ wāʀin twāʀ þāʀ, swāð twalf sinnum wāʀin numnaʀ at walrauƀu, bāðaʀ sąmąn ą̄ ȳmissum mąnnum. Þat sagum ąnnart, hwaʀ for nīu aldum ą̄n urði fiaru meðr Hræiðgutum, auk dō meðr/dœmiʀ hann/enn umb sakaʀ. Rēð Þiaurikʀ hinn þurmōði, stilliʀ flutna, strąndu Hræiðmaraʀ. Sitiʀ nū garwʀ ą̄ guta sīnum, skialdi umb fatlaðʀ, skati Mǣringa. Þat sagum twalfta, hwar hæstʀ sē Gunnaʀ etu wēttwąngi ą̄, kunungaʀ twæiʀ tigiʀ swāð ą̄ liggia. Þat sagum þrēttaunda, hwariʀ twæiʀ tigiʀ kunungaʀ sātin at Siolundi fiagura wintur at fiagurum naƀnum, burniʀ fiagurum brø̄ðrum. Walkaʀ fimm, Rāðulfs syniʀ, Hræiðulfaʀ fimm, Rugulfs syniʀ, Hāislaʀ fimm, Hāruðs syniʀ, Gunnmundaʀ/Kynmundaʀ fimm, Biarnaʀ syniʀ. Nū 'k m[inni] m[eðr] allu [sa]gi. Æinhwaʀʀ ... [swā]ð ... æftiʀ frā. Sagum mōgminni/ungmænni þat, hwaʀ Inguldinga wāʀi guldinn at kwą̄naʀ hūsli. Sagum mōgminni/ungmænni, hwæim sē burinn niðʀ dræ̨ngi. Wilinn es þat. Knūą/knyią knātti iatun. Wilinn es þat ... Sagum mōgminni/ungmænni: Þōrr. Sibbi wīawæri ōl nīrø̄ðʀ.

### Transcripción del viejo oeste nórdico
Esta es una transcripción de las runas en el dialecto clásico del nórdico antiguo (noruego e islandés) del siglo XIII:
Ept Vémóð/Vámóð standa rúnar þær. En Varinn fáði, faðir, ept feigjan son. Sǫgum múgminni/ungmenni þat, hverjar valraufar væri tvær þær, svát tolf sinnum væri numnar at valraufu, báðar saman á ýmissum mǫnnum. Þat sǫgum annat, hverr fyrir níu ǫldum án yrði fjǫr með Hreiðgotum, auk dó meðr/dœmir hann/enn of sakar. Réð Þjórekr, hinn þormóði stillir flotna, strǫndu Hreiðmarar. Sitr nú gǫrr á gota sínum, skildi of fatlaðr, skati Mæringa. Þat sǫgum tolfta, hvar hestr sé Gunnar etu véttvangi á, konungar tveir tigir svát á liggja. Þat sǫgum þrettánda, hverir tveir tigir konungar sæti at Sjólundi fjóra vetr at fjórum nǫfnum, bornir fjórum brœðrum. Valkar fimm, Ráðulfs synir, Hreiðulfar fimm, Rugulfs synir, Háislar fimm, Hǫrðs synir, Gunnmundar/Kynmundar fimm, Bjarnar synir. Nú'k m[inni] m[eð] ǫllu [se]gi. Einhverr ... [svá]t ... eptir frá. Sǫgum múgminni/ungmenni þat, hvar Ingoldinga væri goldinn at kvánar húsli. Sǫgum múgminni/ungmenni, hveim sé borinn niðr drengi. Vilinn er þat. Knúa/knýja knátti jǫtun. Vilinn er þat ... Sǫgum múgminni/ungmenni: Þórr. Sibbi véaveri ól nírœðr.

### Traducción informal
La siguiente es una traducción del texto en inglés proporcionada por Rundata. La mayoría de los investigadores están de acuerdo en cómo se han descifrado las runas, pero la interpretación del texto y su significado siguen siendo un tema de debate.
En memoria de Vämod están estas runas. Pero Varinn las escribió, el padre, en memoria del hijo fallecido.
(Yo les digo a los jóvenes /  Yo digo para recordar) esto, cuales dos botines como doce veces fueron tomados como botín de guerra, ambos de una sola vez de hombre en hombre.
(Yo les digo a los jóvenes /  Yo digo para recordar) como aquel otro, quien como por nueve generaciones después perdió la vida entre los Hreidgoter y murió entre ellos en consecuencia de su (culpa/ deuda).
Entonces reinó Tjodrik el Valeroso jefe de los guerreros del mar
de la costa del mar de Hreid. Ahora sentado y preparado en su caballo gótico, con el escudo sobre el hombro, el más notable de los Märingar.
Yo lo digo como el duodécimo era el caballo que Gunn ve nacer en el campo de batalla, donde veinte reyes reposan.
Yo lo digo así como el decimotercero, cuales veinte reyes estuvieron en Själland durante veinte inviernos, con cuatro nombres, nacidos de cuatro hermanos. Cinco con el nombre Valke, hijos de Rådulf, cinco Reidulf, hijos de Rugufs, cinco Haisl, hijos de Hard, cinco Gunnmund, hijos de Björn. 
(Yo les digo a los jóvenes /  Yo digo para recordar) el total cada uno.... (falta)...
(Yo les digo a los jóvenes /  Yo digo para recordar) esto, quien de los descendientes de Ingvald que fueron recompensados a través de (una ofrenda/ el sacrificio) de una esposa.
(Yo les digo a los jóvenes /  Yo digo para recordar), a cual campeón un heredero es nacido. Es Vilen. Él podía aplastar a un gigante. Es Vilen. NIT 
(Yo les digo a los jóvenes /  Yo digo para recordar) : TOR 
Sibbe el guardián de Vi procreó a los noventa (un hijo).

## Teorías
Ha habido numerosas teorías propuestas sobre el propósito de la piedra. Las más comunes incluyen:
- Varinn talló la piedra en honor a su hijo perdido y la inclusión de pasajes místicos fue un tributo de fantasía. (Teoría de Elias Wessén). Hay una fuerte evidencia que respalda esta opinión, entre ellas el hecho de que se hace referencia a Thor; este uso de una deidad en este contexto es bastante concebible una prefiguración de lo que más tarde se convertirá en una práctica común anterior al cristianismo, donde las tumbas estaban inscritas frecuentemente con dedicatorias rúnicas como por ejemplo þórr vigi, "que Thor te proteja".
- Varinn talló la piedra para que su tribu se vengara de la muerte de su hijo. La batalla mencionada pudo haber sido la causa de su muerte. (Teoría de Otto Von Friesen).
- Varinn talló la piedra para preservar los mitos tribales, ya que tenía la función de thul, el narrador ceremonial de su ætt (clan), y esta tarea de volver a contarla iba a pasar a su hijo. Quizás temía que las historias se perdieran a causa de la muerte de su hijo, y por eso trató de conservarlas de forma breve en la piedra.[2]
- La piedra era una señal para fortalecer la posición del líder de la tribu (ya que nadie que pasara por la tierra podía pasar desapercibida). Intenta justificar su posición mostrando una larga línea de ancestros poderosos a los que sigue.
- El campo de batalla donde yacen veinte reyes ha sido relacionado (al menos por Herman Lindkvist) con la Batalla de Brávellir, que en la mitología nórdica tuvo lugar no muy lejos de la ubicación de la piedra de Rök unos 50 años antes.
- Según una hipótesis propuesta por Åke Ohlmarks, Varinn era el jefe local y, como tal, también el que realizaba sacrificios a los dioses. Luego llegó Ansgar, el primero en llevar el cristianismo a Suecia, y la esposa del hijo de Varinn, Vémóðr/Vámóðr, fue bautizada por él. Por lo tanto, Varinn se vio obligado a sacrificar a su propio hijo a los dioses como se indica en el verso: "Digo el cuento popular / a los jóvenes, que de la línea de Ingold fue pagado con el sacrificio de una esposa" (la palabra "husl" puede interpretarse tanto "sacrificio" como "bautismo"). En breve: Vémóðr/Vámóðr pagó con su vida la traición de su esposa a los dioses y Varinn tuvo que matar a su propio hijo. Esa también podría ser la razón por la que Varinn usó la palabra "faigian" (que pronto morirá) en lugar de "dauðan" (muerto) en la primera línea.
- Investigadores de tres universidades suecas (Universidad de Gotemburgo, Universidad de Uppsala y Universidad de Estocolmo) plantean la hipótesis de que la inscripción alude a la crisis climática, Fimbulwinter, tras los fenómenos meteorológicos extremos de 535-536, ocurridos 300 años antes, teniendo en cuenta: La tormenta solar más fuerte conocida (774–775 pico de carbono 14) con sus cielos rojos documentados, el verano excepcionalmente frío de 775 EC que afectó el rendimiento de los cultivos y el eclipse solar casi total en 810 EC, que dio la impresión de que el sol se extinguió poco después del amanecer.[3]